# واكاناي (هوكايدو)
مدينة واكاناي (بالإنجليزية: Wakkanai)‏ هي أحد المدن التابعة لمحافظة هوكايدو. تأسست رسميًا في 01/04/1949. ويقدر عدد سكانها بـ 37911 نسمة حسب تقدير مكتب الإحصاء الياباني لعام 2012. تبلغ مساحة واكاناي 760.83 كم2. بكثافة سكانية تبلغ 49.8 نسمة/كم2.

## المناخ
يظهر الجدول التالي التغييرات المناخية على مدار السنة لواكاناي:
| البيانات المناخية لـواكاناي            | البيانات المناخية لـواكاناي | البيانات المناخية لـواكاناي | البيانات المناخية لـواكاناي | البيانات المناخية لـواكاناي | البيانات المناخية لـواكاناي | البيانات المناخية لـواكاناي | البيانات المناخية لـواكاناي | البيانات المناخية لـواكاناي | البيانات المناخية لـواكاناي | البيانات المناخية لـواكاناي | البيانات المناخية لـواكاناي | البيانات المناخية لـواكاناي | البيانات المناخية لـواكاناي |
| الشهر                                  | يناير                       | فبراير                      | مارس                        | أبريل                       | مايو                        | يونيو                       | يوليو                       | أغسطس                       | سبتمبر                      | أكتوبر                      | نوفمبر                      | ديسمبر                      | المعدل السنوي               |
| -------------------------------------- | --------------------------- | --------------------------- | --------------------------- | --------------------------- | --------------------------- | --------------------------- | --------------------------- | --------------------------- | --------------------------- | --------------------------- | --------------------------- | --------------------------- | --------------------------- |
| الدرجة القصوى °م (°ف)                  | 7.4 (45.3)                  | 9.3 (48.7)                  | 13.1 (55.6)                 | 20.2 (68.4)                 | 26.9 (80.4)                 | 26.8 (80.2)                 | 29.9 (85.8)                 | 31.3 (88.3)                 | 29.7 (85.5)                 | 23.5 (74.3)                 | 17.4 (63.3)                 | 11.5 (52.7)                 | 31.3 (88.3)                 |
| الحد الأقصى المتوسط °م (°ف)            | 3.1 (37.6)                  | 2.6 (36.7)                  | 6.8 (44.2)                  | 14.2 (57.6)                 | 19.7 (67.5)                 | 22.1 (71.8)                 | 25.5 (77.9)                 | 26.9 (80.4)                 | 24.0 (75.2)                 | 19.0 (66.2)                 | 13.2 (55.8)                 | 7.0 (44.6)                  | 27.3 (81.1)                 |
| متوسط درجة الحرارة الكبرى °م (°ف)      | −2.7 (27.1)                 | −2.5 (27.5)                 | 1.2 (34.2)                  | 7.2 (45.0)                  | 12.0 (53.6)                 | 15.7 (60.3)                 | 19.7 (67.5)                 | 22.3 (72.1)                 | 19.7 (67.5)                 | 13.7 (56.7)                 | 6.1 (43.0)                  | 0.1 (32.2)                  | 9.4 (48.9)                  |
| المتوسط اليومي °م (°ف)                 | −4.7 (23.5)                 | −4.7 (23.5)                 | −1.0 (30.2)                 | 4.4 (39.9)                  | 8.8 (47.8)                  | 12.7 (54.9)                 | 16.8 (62.2)                 | 19.6 (67.3)                 | 16.8 (62.2)                 | 11.1 (52.0)                 | 3.6 (38.5)                  | −2.0 (28.4)                 | 6.8 (44.2)                  |
| متوسط درجة الحرارة الصغرى °م (°ف)      | −6.8 (19.8)                 | −7.1 (19.2)                 | −3.5 (25.7)                 | 1.8 (35.2)                  | 6.0 (42.8)                  | 10.1 (50.2)                 | 14.5 (58.1)                 | 17.3 (63.1)                 | 14.0 (57.2)                 | 8.1 (46.6)                  | 1.0 (33.8)                  | −4.2 (24.4)                 | 4.3 (39.7)                  |
| الحد الأدنى المتوسط °م (°ف)            | −12.7 (9.1)                 | −12.7 (9.1)                 | −9.5 (14.9)                 | −2.7 (27.1)                 | 1.2 (34.2)                  | 5.5 (41.9)                  | 9.8 (49.6)                  | 13.2 (55.8)                 | 8.9 (48.0)                  | 1.8 (35.2)                  | −6.2 (20.8)                 | −9.6 (14.7)                 | −13.9 (7.0)                 |
| أدنى درجة حرارة °م (°ف)                | −19.4 (−2.9)                | −18.3 (−0.9)                | −17.4 (0.7)                 | −8.0 (17.6)                 | −2.2 (28.0)                 | 2.1 (35.8)                  | 6.4 (43.5)                  | 8.9 (48.0)                  | 3.5 (38.3)                  | −4.4 (24.1)                 | −11.4 (11.5)                | −16.0 (3.2)                 | −19.4 (−2.9)                |
| الهطول مم (إنش)                        | 84.3 (3.32)                 | 60.7 (2.39)                 | 50.3 (1.98)                 | 49.0 (1.93)                 | 67.6 (2.66)                 | 53.0 (2.09)                 | 90.6 (3.57)                 | 116.0 (4.57)                | 123.5 (4.86)                | 134.1 (5.28)                | 120.9 (4.76)                | 112.8 (4.44)                | 1٬062٫7 (41.84)             |
| متوسط تساقط الثلوج سم (إنش)            | 173 (68)                    | 143 (56)                    | 102 (40)                    | 21 (8.3)                    | 0 (0)                       | 0 (0)                       | 0 (0)                       | 0 (0)                       | 0 (0)                       | 1 (0.4)                     | 53 (21)                     | 160 (63)                    | 656 (258)                   |
| متوسط أيام هطول الأمطار (≥ 1.0 mm)     | 20.3                        | 16.1                        | 11.7                        | 8.4                         | 8.6                         | 7.4                         | 7.9                         | 8.6                         | 10.8                        | 14.0                        | 17.0                        | 20.8                        | 151.7                       |
| متوسط الأيام المثلجة                   | 30.1                        | 26.2                        | 24.2                        | 9.2                         | 1.2                         | 0.0                         | 0.0                         | 0.0                         | 0.0                         | 3.4                         | 17.7                        | 28.2                        | 140.0                       |
| متوسط الرطوبة النسبية (%)              | 72                          | 72                          | 71                          | 75                          | 79                          | 85                          | 86                          | 84                          | 75                          | 68                          | 67                          | 70                          | 75                          |
| ساعات سطوع الشمس الشهرية               | 45.6                        | 80.3                        | 138.6                       | 171.8                       | 185.6                       | 166.3                       | 146.8                       | 148.5                       | 177.1                       | 135.9                       | 57.6                        | 30.1                        | 1٬484٫4                     |
| المصدر #1: Japan Meteorological Agency |                             |                             |                             |                             |                             |                             |                             |                             |                             |                             |                             |                             |                             |
| المصدر #2: Climatebase.ru (records)    |                             |                             |                             |                             |                             |                             |                             |                             |                             |                             |                             |                             |                             |

## توأمة
لواكاناي (هوكايدو) اتفاقيات توأمة مع كل من:
- باغويو (20 مارس 1973 - )
- نفلسك (8 سبتمبر 1972 - )
- كورسكوف (2 يوليو 1991 - )
- يوجنو-ساخالينسك (9 سبتمبر 2001 - )
- إشيغاكا (27 سبتمبر 1987 - )
- ماكورازاكي (28 أبريل 2012 - )